# Taishi Murata
Taishi Murata (村田 太志 Murata Taishi?,  Prefectura de Kōchi, Japón, 13 de mayo de 1982) es un actor de voz japonés, afiliado a Across Entertainment.

## Filmografía

### Anime
2010
- Yumeiro Patissiere como Niklas Hayashi

2011
- Yu-Gi-Oh! Zexal como Takashi Todoroki

2012
- Sakura-sō no Pet na Kanojo como Daichi Miyahara
- Yu-Gi-Oh! Zexal II como Takashi Todoroki

2013
- Beast Saga como Geedam, Guerru
- Daiya no Ace como Keisuke Miyauchi
- Futari wa Milky Holmes como Red Lion of the Gale
- Silver Spoon como Taro Ochanomizu
- Log Horizon como Aizel
- Ore no Kanojo to Osananajimi ga Shuraba Sugiru como Yamamoto
- Machine Doll wa Kizutsukanai como Crow

2014
- Aldnoah.Zero como Calm Craftman
- Baby Steps como Eiichirō Maruo[2]
- Kenzen Robo Daimidaler como Michael
- Shirobako como Onodera

2015
- Aldnoah.Zero 2 como Calm Craftman
- Baby Steps 2 como Eiichirō Maruo
- Durarara!!x2 Ten como Hiroto Shijima
- Shokugeki no Sōma como Shun Ibusaki
- Mobile Suit Gundam: Iron-Blooded Orphans como Norba Shino
- Noragami Aragoto como Utami
- Onsen Yōsei Hakone-chan como Tōya
- Subete ga F ni Naru como Fukashi Hamanaka

2016
- Active Raid como Tomoki Hachijō)
- Prince of Stride: Alternative como Takeshi Eifuku
- Sōsei no Onmyōji como Atsushi Sukumozuka
- 12-Sai como Tomoya
- Kyōkai no Rinne como Matsugo

2017
- Dragon Ball Super como Kai, Arak
- Just Because! como Haruto Sōma
- Tsukipro The Animation como Ren Munakata
- Made in Abyss como Jiruo

2021
- Kyōkai Senki como I-LeS Nayuta

### Películas
2021
- Pretty Guardian Sailor Moon Eternal  como Artemis

2023
- Pretty Guardian Sailor Moon Cosmos: The Movie como Artemis

### Doblaje
- Cymbeline como (Cloten (Anton Yelchin))
- Step Up: All In como Robert "Moose" Alexander III (Adam G. Sevani))